# Dizzie Tunes
Dizzie Tunes est un groupe norvégien de pop, actif entre 1959 et 2001, originaire de Skien.

## Histoire
En 1959, Numme, Høgberg et deux autres garçons (Tom Tvedt et Fred Samuelsen), membres du théâtre pour enfants de l'association de la ville de Skien, forment un groupe qui joue lors des productions du théâtre pour enfants et, par la suite, lors d'autres événements. En 1960, Tom Rønningen rejoint le groupe en tant que batteur, puis Samuelsen quitte le groupe. Einar Idland devient alors le nouveau guitariste du groupe. Lorsque Rønningen quitte le groupe quelque temps plus tard, il est remplacé par Tor Erik Gunstrøm à la batterie. À Pâques 1961, Svein-Helge Høgberg devient un nouveau membre du groupe ; il commence à jouer de la contrebasse, mais passe à la guitare basse. En octobre 1961, Tom Tvedt part, et Øyvind Klingberg (alors appelé Olsen) rejoint le groupe en tant que pianiste. La même année, Rex Band change de nom pour devenir Dizzie Tunes.
Les Dizzie Tunes sont à l'origine de certains des plus grands succès de la scène norvégienne dans les années 1970, 1980 et 1990, tant sur le plan artistique qu'en termes de public. Ils jouent également un rôle central dans plusieurs émissions télévisées primées à Montreux et dans le long métrage Tut og kjør. Le groupe est une vedette du parc d'attractions de Liseberg et reçoit le prix d'honneur du prix de la comédie en 2006 et le prix de la culture du conseil du comté de Telemark en 2000. Après plusieurs représentations d'adieu depuis la fin des années 1990, le groupe se sépare finalement en 2001.
Le 28 mai 2017, Dizzie Tunes est intronisé au Rockheim Hall of Fame.

## Discographie

### Albums studio
- 1967 : Dizzie Tunes
- 1967 : God Jul
- 1969 : 12 x Dizzie Tunes
- 1969 : The New Sound of Edvard Grieg/Folk Music
- 1970 : Svensktoppen-favoritter
- 1971 : Ra-ta-ta-ta-ta
- 1972 : Kjære lille Norge
- 1972 : Toppop 1
- 1972 : Hei-Hå-Hei-hå
- 1973 : Mere Ra-ta-ta-ta-ta
- 1973 : Norsklåt
- 1973 : Den aller siste Ra-ta-ta-ta-ta
- 1973 : Folk i Nord
- 1975 : Tut og kjør
- 1975 : ...i juleselskap med Dizzie Tunes
- 1976 : På go'fot med Dizzie Tunes
- 1978 : Glad jul
- 1982 : Memories of Music
- 1984 : Jubel 25
- 1991 : Go'biter - Live at Dizzie
- 1992 : Go'biter med Dizzie Tunes
- 1999 : Dizzie Tunes 40 beste
- 2009 : Nå er det jul igjen

### Singles (notables)
- 1963 : Mette, Mette / Tog går til og fra (Viking Music)[1]
- 1963 : Nå går det bra / Vi drar til syden (Triola)[1]
- 1964 : Margit / En liten rar presang [1]
- 1964 : Al Bishop avec Dizzie Tunes: When It's Springtime in the Rockies/Too Young
- 1964 : Hei-hå, nå er det jul igjen / Snømannen Kalle (Troll)[1]
- 1964 : Store føtter[1]
- 1965 : Kirsti-Lill avec Dizzie Tunes : Kom bli med!/Ding Ding Ding![3]
- 1967 : Gjermund Eggen avec Dizzie Tunes: Engerdal-valsen/Senorita i Engerdal
- ? : Susse-bassa mi (n.t: Day Seedland) / Du er min skygge (Troll)
- 1983 : Oslo sangen (avec Grete Kausland, Forfatter og komponist; Bjørn og Hilde Rønningen; arrangement og innspilling; Nissa Nyberget)

## Filmographie
- 1973 : Kjære lille Norge
- 1973 : Kofferten (TV)
- 1975 : Tut og kjør
- 1979 : Vi spillopper